# Campeonato Europeo de Halterofilia de 1962
El XLII Campeonato Europeo de Halterofilia se celebró en Budapest (Hungría) entre el 16 y el 22 de septiembre de 1962 bajo la organización de la Federación Europea de Halterofilia (EWF) y la Federación Húngara de Halterofilia.
El evento fue realizado en el XXXVII Campeonato Mundial de Halterofilia. Los tres mejores halterófilos europeos de cada categoría recibieron las correspondientes medallas.

## Medallistas
| Evento  | Oro                            | Plata                                  | Bronce                               |
| ------- | ------------------------------ | -------------------------------------- | ------------------------------------ |
| 56 kg   | Imre Földi · Hungría · 337,5   | Vladimir Stogov URSS 330,0             | Róbert Nagy · Hungría · 310,0        |
| 60 kg   | Yevgueni Minayev URSS 362,5    | Yevgueni Katsura URSS 357,5            | Rudolf Kozłowski · Polonia · 352,5   |
| 67,5 kg | Vladimir Kaplunov URSS 415,0   | Waldemar Baszanowski · Polonia · 412,0 | Marian Zieliński · Polonia · 405,5   |
| 75 kg   | Alexandr Kurynov URSS 422,5    | Mihály Huszka · Hungría · 415,0        | Marcel Paterni Francia 412,5         |
| 82,5 kg | Győző Veres · Hungría · 460,0  | Géza Tóth · Hungría · 442,5            | Jouni Kailajärvi · Finlandia · 440,0 |
| 90 kg   | Louis Martin Reino Unido 480,0 | Ireneusz Paliński · Polonia · 470,0    | Petar Tachev Bulgaria 432,5          |
| +90 kg  | Yuri Vlasov URSS 540,0         | Károly Ecser · Hungría · 482,5         | Ivan Veselinov Bulgaria 470,0        |

1. 1 2 3  Fuerza (kg) + arrancada (kg) + dos tiempos (kg) = TOTAL (kg)

## Medallero
| Núm. | País        | Oro | Plata | Bronce | Total |
| ---- | ----------- | --- | ----- | ------ | ----- |
| 1    | URSS        | 4   | 2     | 0      | 6     |
| 2    | Hungría     | 2   | 3     | 1      | 6     |
| 3    | Reino Unido | 1   | 0     | 0      | 1     |
| 4    | Polonia     | 0   | 2     | 2      | 4     |
| 5    | Bulgaria    | 0   | 0     | 2      | 2     |
| 6    | Finlandia   | 0   | 0     | 1      | 1     |
| 6    | Francia     | 0   | 0     | 1      | 1     |
|      | TOTAL       | 7   | 7     | 7      | 21    |